# Australopithecus bahrelghazali
Australopithecus bahrelghazali (Praeanthropus bahrelghazali) – wymarły hominid odkryty w 1993 roku przez Michela Bruneta, w starym korycie rzeki Bahr el Ghazal w Czadzie, ok. 2,5 tysiąca km na zachód od wschodnioafrykańskich Wielkich Rowów.
Jak na razie jest to jedyny gatunek australopiteka znaleziony tak daleko na zachód. Według rosnącej ciągle liczby paleoantropologów, którzy przyznają, że jest to samodzielny gatunek, Australopithecus bahrelghazali żył w okresie 3 – 3,5 mln lat temu. Odkryty przez Bruneta osobnik został nazwany Abel.